# Grey D
Đoàn Thế Lân (sinh ngày 11 tháng 12 năm 2000), thường được biết đến với nghệ danh Grey D, là một nam ca sĩ kiêm nhạc sĩ sáng tác ca khúc người Việt Nam. Anh là cựu thành viên của nhóm nhạc nam Monstar.

## Sự nghiệp

### Trước khi ra mắt
Sinh ra tại Quảng Ngãi, Grey D đã sớm bộc lộ niềm đam mê âm nhạc từ nhỏ. Nhờ sự ủng hộ của gia đình, năm 2014, anh mạnh dạn tham gia chương trình Giọng hát Việt nhí (mùa 2). Với ca khúc "Hà Nội trà đá vỉa hè", anh đã chinh phục huấn luyện viên Lam Trường bằng giọng hát độc lạ và phong cách biểu diễn tự tin. Nhiều người nhận xét anh như "bản sao nhí" của Lam Trường bởi ngoại hình, phong thái và cách hát có nhiều điểm tương đồng. Với khả năng phối nhịp tốt và bản lĩnh sân khấu, anh luôn nhận được sự ủng hộ từ HLV Lam Trường và khán giả. Nhờ vậy, anh đã xuất sắc lọt vào top 9 của chương trình Giọng hát Việt nhí năm 2014.
Năm 2016, Grey D tiếp tục tham gia vào chương trình Bài hát hay nhất (mùa 1). Ở vòng sáng tác trong 24 giờ, Grey D đã giành được số điểm cao nhất từ hội đồng chuyên môn với 30 điểm nhưng may mắn đã không mỉm cười đã khiến anh phải đột ngột dừng bước. Sau đó ít lâu anh gia nhập vào St. 319 Entertainment và chính thức trở thành thực tập sinh. Trong cùng năm, anh cũng xuất hiện trong MV Selfie My Xmas (sáng tác bởi anh) cùng các thành viên Monstar và ca sĩ Suni Hạ Linh. Trước đó anh cũng từng tham gia viết lời cùng Nicky trong ca khúc Love Rain của Monstar.

### 2017-2019: Ra mắt chính thức với tư cách là thành viên của Monstar
Năm 2017, Grey D chính thức ra mắt trong nhóm nhạc Monstar không lâu sau khi Erik thông báo chính thức rời khỏi Monstar lẫn St.319 Entertainment. Đến nay lý do của sự ra đi này vẫn chưa được giải đáp, cả hai phía đều có những lập luận của mình.
Trong những năm 2018 và 2019, anh tiếp tục hoạt động với tư cách thành viên của Monstar trước khi tham gia nghĩa vụ quân sự. Hầu hết các ca khúc của nhóm là do anh sáng tác.

### 2021: Monstar tan rã
Tháng 5, hưởng ứng cuộc bầu cử Đại biểu Quốc hội khóa XV và Đại biểu Hội đồng Nhân dân các cấp nhiệm kỳ 2021-2026, anh và Amee đã ra mắt ca khúc "Bài Ca Bầu Cử 2021" - một bài hát nằm trong chiến dịch truyền thông "Tôi đi bầu cử" của Đài Truyền hình Việt Nam.
Ngày 7 tháng 7, Monstar thông báo chính thức trở lại sau hơn 2 năm với ca khúc Có hẹn với thanh xuân ra mắt vào ngày 18 tháng 7 và full-album kỹ thuật số đầu tay Over The Moon cùng với đó là buổi Online Fan Meeting vào ngày 30 tháng 7 để gửi tặng cho fan đã chờ đợi ủng hộ nhóm trong 2 năm đóng băng hoạt động để Grey-D hoàn thành nghĩa vụ quân sự. Sau khi ra mắt full-album Over The Moon, Monstar chính thức ngừng hoạt động.

### 2022: Ra mắt solo
Tháng 6, Grey D và Tlinh ra mắt MV "vaicaunoicokhiennguoithaydoi" sau 5 năm anh tung ra demo cho ca khúc này. Sau hơn 2 ngày ra mắt, MV đã đạt hơn 1,4 triệu lượt xem, lọt Top 7 Trending Music YouTube. Chưa dừng lại ở đó, ca khúc cũng nhanh chóng đạt Top 1 iTunes, Spotify, Apple Music Playlist,...
Tháng 7, trong một đoạn cut từ chương trình "Hương Mùa Hè" do Soulie Studio đăng tải trên kênh youtube, Grey D và Orange đã trình bày ca khúc "Lời Tạm Biệt Chưa Nói" lần đầu tiên.
Ngày 10 tháng 11, Grey D ra mắt MV "Em Về Tinh Khôi" kết hợp với Hoàng Dũng và Amee, một ca khúc trong album 90sHITS00sVIBES của Làn Sóng Xanh. Ngày 22 tháng 11, Grey D chính thức ra mắt với đĩa đơn maxi Dự Báo Thời Tiết Hôm Nay Mưa, với các ca khúc trong đó do chính anh sáng tác.
Ngày 16 tháng 12, Grey D ra mắt MV "Anh Sẽ Đến Cùng Cơn Mưa" kết hợp với Hứa Kim Tuyền, một ca khúc trong EP Những Tổn Thương Đã Qua của Hứa Kim Tuyền. Ngày 22 tháng 12, Grey D ra mắt MV "Để Tôi Ôm Em Bằng Giai Điệu Này" kết hợp với Min và Kai Dinh, một ca khúc trong đĩa đơn winter warmer của Kai Dinh. Ca khúc đã lọt Top 6 Trending Music của YouTube Việt Nam, cũng như lan tỏa lớn trên nền tảng Tik Tok.
Theo số liệu thống kê của Spotify, Grey D là nghệ sĩ Radar mới có lượt streaming (phát trực tuyến) cao nhất 2022 trên Spotify Việt Nam năm 2022.

### 2023: Giải thưởng cá nhân đầu tiên
Ngày 10 tháng 1, tại khách sạn 5 sao Renaissance Riverside Saigon, Grey D đã được công bố là chiến thắng giải Male Icon Awards 2022 cho hạng mục Best New Artist - Emerging icon of the year (Nghệ sĩ mới xuất sắc nhất - Biểu tượng mới nổi của năm). Đây là giải thưởng cá nhân đầu tiên trong sự nghiệp của anh.
Tháng 4, Grey D và Chillies ra mắt MV "Đưa Em Về Nhàa", ca khúc do chính anh sáng tác. Trước đó, phiên bản live của bài hát rất nổi tiếng trên Tik Tok và cực kỳ được yêu thích. Ca khúc đã đạt Top 3 Trending Music của YouTube Việt Nam, Top 1 Billboard Top Hot 100, Top 1 Billboard Top Vietnamese Song cũng như nhiều bảng xếp hạng khác.
Tháng 5, Văn Mai Hương kết hợp với Grey D và Trung Quân ra mắt MV "Mưa Tháng Sáu". Sau 24 giờ ra mắt ca khúc đã “làm mưa làm gió” trên các bảng xếp hạng khi đạt vị trí: Top 1 iTunes Vietnam, Top 1 NCT Realtime, Top 1 Tiktok Trending, Top 1 Capcup Trending, Top 4 Zing MP3, Top 6 Apple Music Vietnam, Top 7 Youtube Music Trending.
Tháng 7, Suni Hạ Linh kết hợp với Grey D ra mắt MV "Sự Mập Mờ".
Tháng 8, Grey D ra mắt MV "Tình Wá Akk".
Tháng 12, Grey D, Kai Đinh và Hoàng Thùy Linh ra mắt ca khúc "Trái Đất Ôm Mặt Trời".
Theo số liệu thống kê của Spotify, Grey D là nam nghệ sĩ Việt có lượt người nghe hàng tháng cao nhất và cũng là ca sĩ có lượt nghe nhạc cao nhất Spotify Việt Nam năm 2023 cũng như thuộc Top 4 Nghệ sĩ 2023 và Top 2 Nghệ sĩ Việt Nam 2023 của Spotify tại thị trường Việt Nam. Đồng thời, năm ca khúc của anh cũng lần lượt có tên trong bảng xếp hạng Những ca khúc được nghe nhiều nhất năm 2023 trên Spotify gồm: Đưa em về nhà, vaicaunoicokhiennguoithaydoi, Dự báo thời tiết hôm nay mưa, Có hẹn với thanh xuân và Để tôi ôm em bằng giai điệu này. Trên nền tảng Apple Music,  Grey D cũng có tới bảy ca khúc xuất hiện trong danh sách Những ca khúc được stream nhiều nhất 2023 là: Đưa em về nhà, Để tôi ôm em bằng giai điệu này, vaicaunoicokhiennguoithaydoi, Mưa tháng sáu, Dự báo thời tiết hôm nay mưa, Lời tạm biệt chưa nói và Có hẹn với thanh xuân.

### 2024 - nay:Dám Rực Rỡ,Nhạt-Fine và Mưa Thâm Lặng Giời
Ngày 23 tháng 1 năm 2024, kênh youtube WeChoice Awards đăng tải ca khúc "Dám Rực Rỡ" của Grey D kết hợp với Obito, HieuThuHai và Wren Evans - ca khúc chủ đề của album Dám Đam Mê Dám Rực Rỡ của WeChoice.
Ngày 24 tháng 1, tại Nhà hát Hòa Bình, Grey D đã được công bố là chiến thắng Giải thưởng Làn Sóng Xanh 2023 cho các hạng mục Top 10 ca khúc được yêu thích nhất, Ca khúc của năm, Sự kết hợp xuất sắc và Ca khúc trên Radio.
Tháng 4, Grey D ra mắt MV "Nhạt-Fine".
Tháng 11, BigDaddy kết hợp với Grey D ra mắt MV "Mưa Thâm Lặng Giời".

## Danh sách đĩa nhạc

### Đĩa đơn maxi
| Tên                                       | Thông tin album                                                                              | Danh sách bài hát |
| ----------------------------------------- | -------------------------------------------------------------------------------------------- | --- |
| Dự Báo Thời tiết Hôm Nay Mưa              | - Phát hành: Ngày 22 tháng 11 năm 2022 - Hãng: ST.319 - Định dạng: Tải nhạc, phát trực tuyến | Danh sách 1. Tỉnh Giấc Sau Giấc Ngủ Đông 2. Dự Báo Thời Tiết Hôm Nay Mưa 3. vaicaunoicokhiennguoithaydoi (ft. tlinh)                           |
| Dự Báo Thời Tiết Hôm Nay Mưa (Storm Ver.) | - Phát hành: Ngày 14 tháng 12 năm 2022 - Hãng: ST.319 - Định dạng: Tải nhạc, phát trực tuyến | Danh sách 1. Tỉnh Giấc Sau Giấc Ngủ Đông (ft. B Ray) 2. Dự Báo Thời Tiết Hôm Nay Mưa (ft. Phúc Du) 3. vaicaunoicokhiennguoithaydoi (ft. tlinh) |

### Một số ca khúc khác
| Năm  | Tên                   | Hợp tác với                             | Album                 |
| ---- | --------------------- | --------------------------------------- | --------------------- |
| 2021 | Bài Ca Bầu Cử 2021    | Amee                                    |                       |
| 2022 | Lời Tạm Biệt Chưa Nói | Orange                                  |                       |
| 2023 | Trái Đất Ôm Mặt Trời  | Kai Đinh, Hoàng Thùy Linh               | #Ôm2                  |
| 2024 | Dám rực rỡ            | Obito, Hieuthuhai, Wren Evans, Kai Đinh | Dám Đam Mê Dám Rực Rỡ |

## Video âm nhạc

### Với tư cách nghệ sĩ solo
| Năm  | Ngày  | Tên                             | Hợp tác với               | Album / Đĩa Đơn         |
| ---- | ----- | ------------------------------- | ------------------------- | ----------------------- |
| 2022 | 20/6  | vaicaunoicokhiennguoithaydoi    | tlinh                     |                         |
| 2022 | 21/7  | Lời Tạm Biệt Chưa Nói           | Orange                    |                         |
| 2022 | 10/11 | Em Về Tinh Khôi                 | Hoàng Dũng, Amee          | 90sHITS00sVIBES         |
| 2022 | 16/12 | Anh Sẽ Đến Cùng Cơn Mưa         | Hứa Kim Tuyền             | Những Tổn Thương Đã Qua |
| 2022 | 22/12 | Để Tôi Ôm Em Bằng Giai Điệu Này | Min, Kai Dinh             | winter warmer           |
| 2023 | 24/4  | Đưa Em Về Nhàa                  | Chillies                  |                         |
| 2023 | 24/5  | Mưa Tháng Sáu                   | Văn Mai Hương, Trung Quân |                         |
| 2023 | 9/7   | Sự Mập Mờ                       | Suni Hạ Linh              |                         |
| 2023 | 10/8  | Tình Wá Akk                     |                           |                         |
| 2024 | 8/4   | Nhạt-Fine                       |                           |                         |
| 2024 | 1/11  | Mưa Thâm Lặng Giời              | BigDaddy                  | Nhân Trần               |

## Giải thưởng và đề cử

### Với tư cách cá nhân
| Năm  | Giải thưởng                    | Hạng mục                                               | Đối tượng đề cử              | Kết quả   | Nguồn  |
| ---- | ------------------------------ | ------------------------------------------------------ | ---------------------------- | --------- | ------ |
| 2023 | Giải thưởng Làn Sóng Xanh 2022 | Sự kết hợp của năm                                     | vaicaunoicokhiennguoithaydoi | Đề cử     | [ 29 ] |
| 2023 | Giải thưởng Làn Sóng Xanh 2022 | Gương mặt mới xuất sắc                                 | Grey D                       | Đề cử     | [ 29 ] |
| 2023 | Male Icon Awards 2022          | Nghệ sĩ mới xuất sắc nhất - Biểu tượng mới nổi của năm | Grey D                       | Đoạt giải | [ 20 ] |
| 2024 | Giải thưởng Làn Sóng Xanh 2023 | Sự kết hợp xuất sắc                                    | Mưa Tháng Sáu                | Đoạt giải | [ 27 ] |
| 2024 | Giải thưởng Làn Sóng Xanh 2023 | Top 10 ca khúc được yêu thích nhất                     | Mưa Tháng Sáu                | Đoạt giải | [ 27 ] |
| 2024 | Giải thưởng Làn Sóng Xanh 2023 | Ca khúc của năm                                        | Mưa Tháng Sáu                | Đoạt giải | [ 27 ] |
| 2024 | Giải thưởng Làn Sóng Xanh 2023 | Sự kết hợp xuất sắc                                    | Mưa Tháng Sáu                |           | [ 27 ] |
| 2024 | Giải thưởng Làn Sóng Xanh 2023 | Đưa Em Về Nhàa                                         | Đề cử                        | [ 30 ]    |        |
| 2024 | Giải thưởng Làn Sóng Xanh 2023 | Đưa Em Về Nhàa                                         | Ca khúc trên Radio           | Đoạt giải | [ 27 ] |
| 2024 | WeChoice Awards 2023           | Đưa Em Về Nhàa                                         | Ca khúc của năm              | Đề cử     | [ 31 ] |
| 2024 | WeChoice Awards 2023           | Ca sĩ/ Rapper có hoạt động đột phá                     | Grey D                       | Đề cử     | [ 31 ] |
| 2024 | Giải thưởng Cống hiến 2023     | Nghệ sĩ mới của năm                                    | Grey D                       | Đề cử     | [ 32 ] |